# Scorpaena fernandeziana
Scorpaena fernandeziana är en fiskart som beskrevs av Steindachner, 1875. Scorpaena fernandeziana ingår i släktet Scorpaena och familjen Scorpaenidae. Inga underarter finns listade i Catalogue of Life.